# یواس‌اس سوکلا (اس‌اس-۲۴۵)
یواس‌اس سوکلا (اس‌اس-۲۴۵) (به انگلیسی: USS Cobia (SS-245)) یک زیردریایی است که طول آن ۳۱۱ فوت ۹ اینچ (۹۵٫۰۲ متر) می‌باشد. این زیردریایی در سال ۱۹۴۳ ساخته شد.